# Ataenius hispidus
Ataenius hispidus är en skalbaggsart som beskrevs av Edgar von Harold 1867. Ataenius hispidus ingår i släktet Ataenius och familjen Aphodiidae. Inga underarter finns listade.